# 野村正樹 (建築家)
野村 正樹（のむら まさき、1970年（昭和45年）9月24日 - ）は、日本の建築家。ローバー都市建築事務所主宰。特に京都の町家建築の再生に力を注ぐ。 京都景観賞（平成24、26、27、30年度）、第37回ディスプレイ産業賞などの受賞歴がある。2023年からは、京都市景観審査会委員を務める。

## 人物・経歴
京都市出身で、小学生時代を西陣地域で過ごす。町家や古民家の再生、増改築、リノベーション、リフォーム、宿泊施設、注文住宅、オフィスビルの新築など幅広く手掛ける。なかでも特に京都の町家再生に力を注ぐが、町家の改築に携わるきっかけは、西陣で過ごした小学生時代の思い出や記憶が元になっている。同志社高等学校3年生時より建築家を志す。同志社大学で法学を学びながら、3年生より京都建築専門学校へ通い、4年生時には建築設計事務所でアルバイトとして勤務。同志社大学卒業後、京都工芸繊維大学造形工学科に編入。卒業後、アルバイト先であったNEO建築事務所に就職。直前には一ヶ月半、海外渡航を経験。その際には、フランスのラ・トゥーレット修道院の建築に強く惹かれる。この一人旅で、建築家として生きていく決心を固める。就職後、初めて担当した物件は、阪神・淡路大震災で被害を受けた住宅で、施主家族全員から涙を流して感謝されたことがその後の原動力となる。5年後の2000年には独立。次第に取り壊されていく町家を後世に残したいとの思いが高まっていた頃、「町家クラブ」の活動に携わるようになり、本格的に町家の改築を開始。古民家を単に残すだけでなく現代的な快適さを付与し、ライフスタイルを現代に合わせつつも、町家特有のぬくもりを最大限に引き出し、次世代に残すべきとの考えに基づいた設計思想を基本としている。
一級建築士、インテリアコーディネーター、宅地建物取引士、古民家鑑定士一級。「（一社）京都府建築士会 理事」に委嘱されている。

## 略歴
- 1970年 - 京都府京都市に生まれる。西陣にある京都市立乾隆小学校に通う[12]。
- 1989年 - 同志社高等学校卒業。
- 1993年 - 同志社大学法学部卒業。
- 1995年 - 京都工芸繊維大学造形工学科卒業（西村征一郎研究室）。NEO建築事務所勤務。
- 1997年 - 一級建築士取得。
- 1998年 - 宅地建物取引主任者取得。
- 2000年 - 有限会社 Rover都市建築事務所設立。
- 2001年 - インテリアコーディネーター取得。京都市景観・まちづくりセンターの京町家専門相談員に就任（2010年まで）。
- 2002年 - 同年より2014年まで京都造形芸術大学建築デザインコース非常勤講師を務める。
- 2004年 - 有限会社リストワール不動産設立。
- 2005年 - 京都工芸繊維大学大学院 建築設計学専攻 博士前期課程修了。有限責任事業組合 CRA（総合法律研究会）設立。
- 2006年5月 - 有限会社 Rover都市建築事務所を株式会社へ組織変更。ローバー都市建築事務所代表取締役就任。
- 2007年 - 住宅性能表示制度評価員取得、ハウスGメン専門調査員就任。
- 2008年 - 管理建築士取得。
- 2009年 - 「伝統建築・保存活用マネージャー」及び「京都市文化財マネージャー（建造物）」取得。
- 2010年 - 同年より2013年まで京都市都市計画マスタープラン審議委員を務める。
- 2013年 - 京都市みやこユニバーサルデザイン審議会審議委員就任（2015年まで）。
- 2018年 - 京都ボーイスカウト振興会評議員就任。
- 2022年 - 古民家鑑定士一級取得[10]。
- 2023年 - 京都市景観審査会委員に就任[5][6]。
- 2024年 - （一社）京都府建築士会 理事に委嘱される[11]。

以上

## 受賞歴
- 2004年 第8回（平成16年度）木材活用コンクールインテリア部門 入賞 - 「四季俵屋」[13]
- 2007年 第24回住まいのリフォームコンクール 優秀賞 - 「ローバー都市建築事務所紋屋町研究所」[14]
- 2012年 平成24年度 / 京都景観賞 優秀賞 - 「ふたえ」 [14]
- 2014年 平成26年度 京都景観賞 建築部門 奨励賞 - 「Art Space-MEISEI」 [14]
- 2015年 平成27年度京都景観賞　歴史的意匠屋外広告物に選定 - 「嘉楽本舗たにぐち」[15]
- 2019年 第37回ディスプレイ産業賞（2018）、【奨励賞～日本ディスプレイ業団体連合会賞～】 - 「飫肥（宮崎日南市）合屋邸と勝目邸」[16][17]
- 2019年 平成30年度京都景観賞（屋外広告物部門）優秀賞 - 「姉小路別邸」[18]
- 2022年 - カフェレスデザインアワード2022 カフェレス リノベーション部門 - 「麩屋柳緑」[19]
- 2023年 - Best of Houzz 2023 サービス賞受賞[20]。
- 2024年 - Best of Houzz 2024 サービス賞受賞[20]。

## 主な作品
| 名称                                                   | 竣工年 | 所在地             | 国   | 状態   | 備考                                                                   |
| ------------------------------------------------------ | ------ | ------------------ | ---- | ------ | ---------------------------------------------------------------------- |
| アーキテック新社屋                                     | 2005年 | 京都市南区         | 日本 | 使用中 | RC造3階建                                                              |
| ローバー都市建築事務所 紋屋町研究所                    | 2007年 | 京都市上京区       | 日本 | 使用中 | 木造2階建 事務所 / 第24回住まいのリフォームコンクール 優秀賞受賞       |
| 京居酒屋 Sherry                                        | 2010年 | 京都市東山区       | 日本 | 営業中 | RC造2階建                                                              |
| 紫明幼稚園                                             | 2010年 | 京都市北区         | 日本 | 使用中 | 木造2階建                                                              |
| Art Space-MEISEI                                       | 2011年 | 京都市中京区       | 日本 | 営業中 | RC造3階建 ギャラリー兼住宅 / 平成26年度 京都景観賞 建築部門 奨励賞受賞 |
| 足立美術館 MUSEUM SHOP                                 | 2011年 | 島根県安来市       | 日本 | 営業中 | RC造2階建1階部分                                                       |
| 龍吟                                                   | 2012年 | 京都市東山         | 日本 | 営業中 | RC造+木造 宿泊施設                                                     |
| 室町荘                                                 | 2012年 | 京都市上京区       | 日本 | 営業中 | 木造2階建 迎賓施設                                                     |
| ふたえ                                                 | 2012年 | 京都市下京区       | 日本 | 営業中 | 木造2階建 洋菓子店 平成24年度 / 京都景観賞 優秀賞受賞                  |
| ホテル 姉小路別邸                                      | 2013年 | 京都市中京区姉小路 | 日本 | 営業中 | 鉄骨造5階建宿泊施設 / 平成30年度京都景観賞（屋外広告物部門）優秀賞受賞 |
| まちのば/モジカ                                        | 2014年 | 京都府福知山市     | 日本 | 営業中 | RC造3階建                                                              |
| 泉園銘茶本舗                                           | 2014年 | 京都府宇治市       | 日本 | 営業中 | 木造2階建                                                              |
| 福知山 あじさい寺「丹州 觀音寺」                       | 2014年 | 京都府福知山市     | 日本 | 使用中 | 木造2階建 寺院                                                         |
| 社会福祉法人六心会 地域密着型特別養護老人ホーム きいと | 2014年 | 滋賀県東近江市     | 日本 | 使用中 | RC造3階建                                                              |
| 祇園東お茶屋組合                                       | 2014年 | 京都市東山区       | 日本 | 使用中 | 事務所                                                                 |
| エルベコート東山七条                                   | 2015年 | 京都市東山区       | 日本 | 使用中 | RC造3階建 マンション                                                   |
| 京都学園大学 太秦キャンパス（監修）                    | 2015年 | 京都市右京区       | 日本 | 使用中 | RC造＋鉄骨造4階建（建築コンサルタントとして参画）                      |
| 香老舗 松栄堂 京都本店                                 | 2018年 | 京都市烏丸二条     | 日本 | 営業中 | 築34年のRC造5階建オフィスビルを再生                                    |
| 御所南はらしまクリニック＆きららみらい薬局             | 2018年 | 京都市中京区       | 日本 | 使用中 | 鉄骨造4階建                                                            |
| 松栄堂 銀座店                                          | 2019年 | 東京都中央区銀座   | 日本 | 営業中 | S造テナント1階部分                                                     |
| 祇園白川「鮨 楽味」                                    | 2019年 | 京都市東山区祇園   | 日本 | 営業中 | RC造2階建                                                              |
| 西陣堀川 晴明神社 京都市バス停 新設工事                | 2020年 | 京都市上京区       | 日本 | 使用中 | 鉄骨造                                                                 |
| 料理屋まえかわ                                         | 2020年 | 京都市下京区       | 日本 | 営業中 | 木造2階建                                                              |
| est pizzeria e trattoria GION                          | 2020年 | 京都市東山区祇園   | 日本 | 営業中 | RC造＋木造 地下1階・3階建（1階部分）                                   |
| WholeDeli＆WholeJuice                                  | 2020年 | 京都市下京区       | 日本 | 営業中 | RC造5階建（1階テナント部分）                                           |
| 中京麩屋町 「麩屋柳緑」                                | 2021年 | 京都市中京区       | 日本 | 営業中 | 木造2階建/カフェレスデザインアワード2022 カフェレス リノベーション部門 |

## 著作

### 共著
- 『トップが綴る"さあ、前に進もう！"－私が励まされた一言』（PHP研究所、2012年12月12日）
- 『トップが綴る わが人生の師』（PHP研究所、2013年11月12日）
- 『トップが綴る"人生感動の瞬間"－心がふるえた出会い』（PHP研究所、2015年11月10日）

### 連載
- 2006年6月9日～2018年3月23日 - 「毎日新聞」にコラム「きょうと空間創生術」を274回連載[35][36]。

## 所属団体
- 京都府建築士会（正会員）
- 京都経済同友会（正会員）[5]
- 日本建築家協会（正会員）[37]
- ハウスGメン（専門調査員）
- 欠陥住宅京都ネット（正会員）
- 京都ボーイスカウト振興会（評議員）

以上その他

## メディア出演
- 2015年5月31日 - エフエム京都 RADIO 京都 α-STATION「SWEET'N MARBLE LOVERS」[38]
- 2015年7月17日から - 京都コミュニティ放送

「KYOTO space fountain」（京都三条ラジオカフェ、毎週金曜日 13:00-13:15）
- 2016年9月23日から - エフエム京都 RADIO 京都 α-STATION

「KYOTO space fountain」（毎週日曜日9：50～10：00）
- 2017年1月13日 - KBS京都「妹尾和夫のパラダイスKyoto」[40]
- 2018年4月14日 - 京都コミュニティ放送「はるのと京子の乙女な時間」[41]
- Radio Mix Kyoto（コミュニティラジオ京都） FM87.0MHz「KYOTO space fountain ～きょうと空間創生術～」（毎週土曜日11:00-11:15、17:00-17:15）[42]

## 参考サイト
- 京都経済同友会「第69回 祇園町にある有楽稲荷大明神 株式会社ローバー都市建築事務所 代表取締役社長 野村正樹」